# Vichyssoise

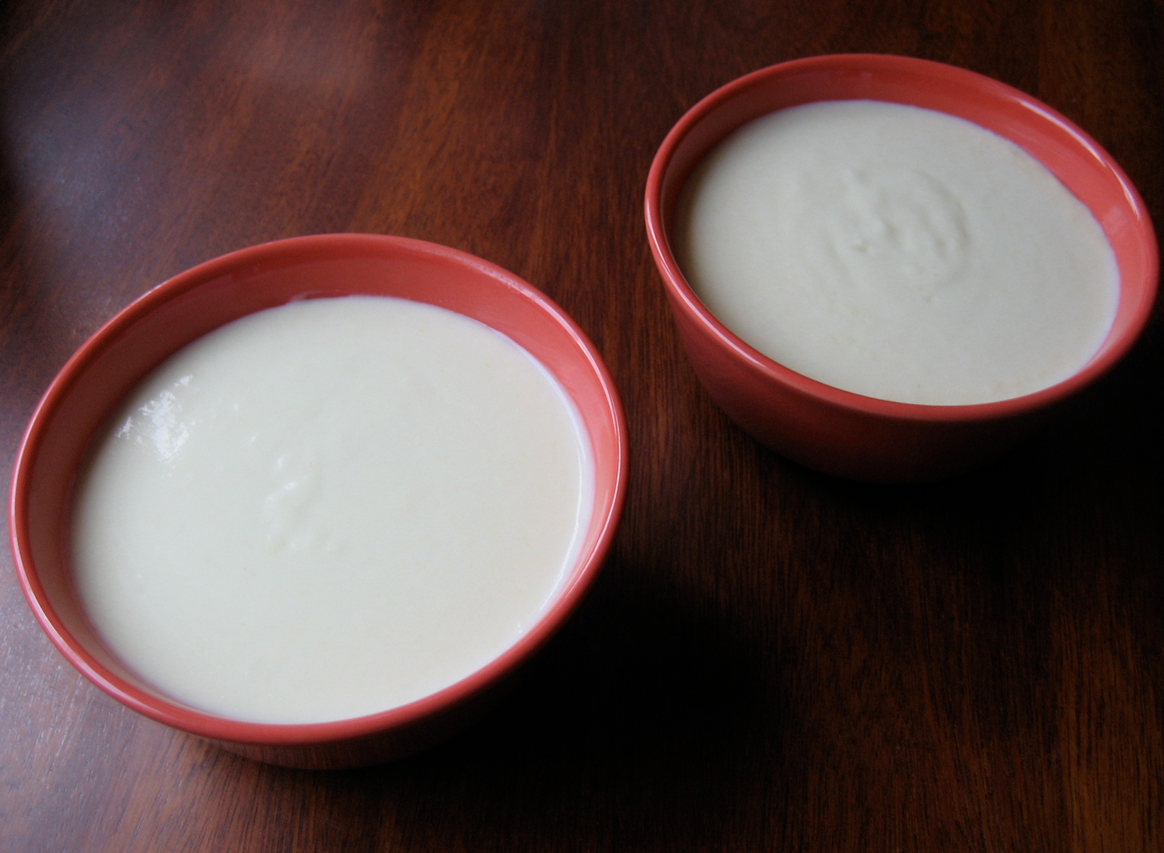

A vichyssoise é uma sopa tradicional da culinária de França, outrora servida em todas as estações termais. É feita à base de alho-porro, cebola, batata, nata ou crème fraîche e caldo de galinha, aromatizada com bouquet garni. 
Depois de cozidos, os ingredientes são reduzidos a puré, que pode ser servido frio ou quente. 